# 김명휘
김명휘(金明輝, 1981년 5월 8일 ~ )는 현재 아비스파 후쿠오카의 사령탑을 맡고 있는 재일교포 출신 대한민국의 축구 지도자로 현역 시절 수비수로 뛰었으며 K리그1의 성남 FC에 몸 담았던 2002 시즌을 제외하고는 현역 시절 대부분을 일본에서 지냈다.

## 구단 경력
2001년 시즌 후 제프 유나이티드와 결별하여 자유계약선수가 된 뒤 2002년 2월 6일 2년 계약 형식으로 성남 일화 천마 유니폼을 입었는데 당시 성남 GK 코치였던 차상광 선수의 동생인 차상해의 추천을 한 것이었으며 차상해는 1997년 1월 14일 안양 LG 치타스에서 자유계약선수로 풀려 은퇴한 후 일본축구에서 지도자 생활을 하고 있었다.
하지만, 성남은 당시 최강 전력을 자랑했던 터라 출전 기회가 돌아오지 않았고 결국 2002년 시즌 0경기 출장에 그친 채 시즌 후 성남을 퇴단했다.